# Spojenectví Sahry Wagenknechtové
Spojenectví Sahry Wagenknechtové – Rozum a spravedlnost (zkratka BSW, německy Bündnis Sahra Wagenknecht – Vernunft und Gerechtigkeit) je německá politická strana založená 8. ledna 2024. Straně předcházel zapsaný spolek založený 26. září 2023 primárně bývalými členy strany Levice (Die Linke) pro účely přípravy založení nové politické strany. Plány pro novou stranu byly dne 23. října 2023 představeny na federální tiskové konferenci poslanci Spolkového sněmu Sahrou Wagenknechtovou, Amir Mohamed Aliovou a Christianem Leyem, bývalým generálním ředitelem Levice v Severním Porýní-Vestfálsku Lukasem Schönem a podnikatelem Ralphem Suikatem.

## Ideologie

### Politické postoje
Politická stanoviska BSW zahrnují další omezení imigrace, plán pro deglobalizaci, být opozicí k zelené politice, zastavení posílání vojenské pomoci na Ukrajinu a vyjednání řešení ruské invaze na Ukrajinu. Podle Wagenknechtové stojí BSW především v opozici vůči Levici a Svazu 90/Zeleným. V rozhovoru s Süddeutsche Zeitung Wagenknechtová prohlásila, že její strana „samozřejmě není pravicová“, ale levicová ve smyslu „snahy o větší sociální spravedlnost, dobré platy, důstojné důchody“ a „zahraniční politiku, která se vrací k tradici détente a nespoléhá se stále více na vojenskou kartu“. Avšak Wagenknechtová odmítla označení levice (links) v rámci názvu strany, protože podle jejich slov „si ji hodně lidí spojuje s úplně jiným směrem“ a s „elitářskými debatami“, a že by BSW chtěla apelovat na „široké spektrum potenciálních voličů.“ Wagenknechtová se domnívá, že se Levice stala více sociálně liberální a to, co nazvala spíše „levicovým životním stylem“ než levicí, a obvinila progresivisty v Levici, že se „příliš soustředí na stravu, zájmena a vnímání rasismu“ na rozdíl od „chudoby a stále se zvětšující propasti mezi bohatými a chudými“.
Zahraniční politika BSW je popisováná jako rusofilská, což Wagenknechtová popírá. Nicméně strana kritizuje vojenskou pomoc na Ukrajinu v rusko-ukrajinské válce a obviňuje NATO z eskalování konfliktu. Během války Izraele s Hamásem Wagenknechtová popsala pásmo Gazy jako „vězení pod širým nebem“.

## Voličská podpora
V říjnu 2023 o volbě strany vedené Sahrou Wagenkecht uvažovala asi čtvrtina všech voličů. O volbě strany pak uvažovala přibližně 40 % voličů AfD. Ve volebních průzkumech měla strana krátce po svém založení v únoru 2024 nicméně podporu přibližně 5 % voličů. V parlamentních volbách v únoru 2025 strana získala 4,97 % hlasů a nedosáhla tak na pětiprocentní hranici, která by ji opravňovala k získání křesel v Bundestagu.

## Členové
Poslanecký klub BSW ve Spolkovém sněmu byl ustaven 2. února 2024, když předtím fungoval neformálně od 11. prosince 2023.
Ve volbách v roce 2025 se strana do parlamentu nedostala a klub zanikl.

### Poslanecký klub ve Spolkovém sněmu
| Obrázek | Osoba                |
| ------- | -------------------- |
|         | Sahra Wagenknechtová |
|         | Amira Mohamed Aliová |
|         | Alexander Ulrich     |
|         | Christian Leye       |
|         | Sevim Dağdelenová    |
|         | Andrej Hunko         |
|         | Żaklin Nastićová     |
|         | Ali Al-Dailami       |
|         | Klaus Ernst          |
|         | Jessica Tattiová     |

## Volební výsledky

### Spolkový sněm
| Volby | Celostátní kandidátka | Celostátní kandidátka | Jednomandátové obvody | Jednomandátové obvody | Mandáty | Postavení      |
| Volby | Hlasy                 | %                     | Hlasy                 | %                     | Mandáty | Postavení      |
| ----- | --------------------- | --------------------- | --------------------- | --------------------- | ------- | -------------- |
| 2025  | 2 472 947             | 4,98                  | 299 401               | 0,6                   | 0/630   | Mimo parlament |

### Evropský parlament
| Volby | Hlasy     | %    | Mandáty | Skupina v EP | Skupina v EP |
| ----- | --------- | ---- | ------- | ------------ | ------------ |
| 2024  | 2 513 300 | 6,32 | 0/96    |              | nezařazení   |

### Parlamenty spolkových zemí
| Země        | Volby | Celostátní kandidátka | Celostátní kandidátka | Jednomandátové obvody | Jednomandátové obvody | Mandáty | Postavení      |
| Země        | Volby | Hlasy                 | %                     | Hlasy                 | %                     | Mandáty | Postavení      |
| ----------- | ----- | --------------------- | --------------------- | --------------------- | --------------------- | ------- | -------------- |
| Braniborsko | 2024  | 202 343               | 13,48                 | –                     | –                     | 14/88   | Koalice        |
| Durynsko    | 2024  | 190 448               | 15,77                 | 28 478                | 2,40                  | 15/88   | Koalice        |
| Hamburk     | 2025  | 76 922                | 1,76                  | –                     | –                     | 0/88    | Mimo parlament |
| Sasko       | 2024  | 277 173               | 11,82                 | 148 361               | 6,34                  | 15/120  | Opozice        |

### Časová osa
| Rok                                                                                           | DE   | EU  | BW  | BY  | BE  | BB             | HB  | HH  | HE  | NI  | MV  | NW  | RP  | SL  | SN   | ST  | SH  | TH                 |
| --------------------------------------------------------------------------------------------- | ---- | --- | --- | --- | --- | -------------- | --- | --- | --- | --- | --- | --- | --- | --- | ---- | --- | --- | ------------------ |
| 2024                                                                                          | N/A  | 6,2 | N/A | N/A | N/A | 13,5 (SPD–BSW) | N/A | N/A | N/A | N/A | N/A | N/A | N/A | N/A | 11,8 | N/A | N/A | 15,8 (CSU–BSW-SPD) |
| 2025                                                                                          | 4,98 | 6,2 | N/A | N/A | N/A | 13,5 (SPD–BSW) | N/A | 1,8 | N/A | N/A | N/A | N/A | N/A | N/A | 11,8 | N/A | N/A | 15,8 (CSU–BSW-SPD) |
| \| Tučně je vyzobrazen nejlepší výsledek. Parlamentní opozice Koaliční partner Hlava vlády \| |      |     |     |     |     |                |     |     |     |     |     |     |     |     |      |     |     |                    |
| Tučně je vyzobrazen nejlepší výsledek. Parlamentní opozice Koaliční partner Hlava vlády       |      |     |     |     |     |                |     |     |     |     |     |     |     |     |      |     |     |                    |